# Coutaportla pailensis
Coutaportla pailensis là một loài thực vật có hoa trong họ Thiến thảo. Loài này được Villarreal mô tả khoa học đầu tiên năm 1987.